# كريستوف باش (موسيقي)
كريستوف باش (بالألمانية: Christoph Bach)‏ هو موسيقي ألماني، ولد في 19 أبريل 1613 في Günthersleben-Wechmar ‏ في ألمانيا، وتوفي في 12 سبتمبر 1661 في آرنشتات في ألمانيا.

## وصلات خارجية
- كريستوف باش على موقع ميوزك برينز (الإنجليزية)